# Del Sol (estación)
Del Sol es una estación ferroviaria, perteneciente a la red del Metro de Santiago, en la ciudad de Santiago, Chile. Se encuentra en Avenida Pajaritos, en el centro del nudo vial formado por la Autopista del Sol y Américo Vespucio, en la comuna de Maipú. Ubicada en la Línea 5, se encuentra por subterráneo entre las estaciones Santiago Bueras y Monte Tabor de la misma línea, fue inaugurada el 3 de febrero de 2011.

## Historia
La construcción de la estación Del Sol fue anunciada dos años después del resto de la extensión de la Línea 5 del Metro hacia la comuna de Maipú, con el fin de establecer una estación intermodal que sirva de conexión con buses troncales y alimentadores de Transantiago y de buses interurbanos. La ubicación de la estación, en el cruce de las autopistas del Sol, Vespucio Norte y Vespucio Sur, permite el fácil acceso a servicios de transportes hacia localidades del sector poniente de la Región Metropolitana de Santiago como Talagante y Melipilla y del Litoral Central. Se estima una afluencia diaria de 800 buses diarios y 32 mil viajes, llegando a los 8,8 millones de viajes anuales.
Cuando fue anunciada la construcción de una línea del Metro de Santiago hacia el centro de la comuna de Maipú, los planos no incluían una estación en el sector formado por la intersección de la Autopista del Sol, Vespucio Norte y Vespucio Sur con Avenida Pajaritos. Durante los primeros meses de construcción de lo que finalmente sería la extensión de la Línea 5, un pique fue construido en el sector, en el que además pasa el zanjón de la Aguada.
La construcción de una estación intermodal en el sector del pique Zanjón fue anunciada el 15 de julio de 2008 por Metro S.A. con un costo de treinta millones de dólares. Originalmente, la construcción preveía la inauguración de la estación hacia fines de 2011, varios meses después de la inauguración de la extensión hacia Maipú, presupuestada originalmente para 2010.
Sin embargo, producto de los rápidos avances en la construcción de la estación finalmente se decidió inaugurar la estación en conjunto con el resto de las estaciones. Las obras mayores finalizaron a mediados del año 2010, tras la cual se iniciaron las labores de acondicionamiento de la estación. El 5 de octubre de 2010 entró el primer tren por las vías de la estación y en diciembre comenzó la marcha blanca del servicio. Finalmente, la estación fue inaugurada por el presidente Sebastián Piñera el 3 de febrero de 2011 en conjunto con las estaciones del tramo entre Plaza de Maipú y Barrancas.
La estación estuvo cerrada desde el 18 de octubre de 2019 hasta el 24 de agosto de 2020 debido a los daños ocurridos en la línea producto de la serie de protestas desencadenadas por el alza de la tarifa del transporte público. La infraestructura del sistema intermodal presente en la estación fue reabierta el 6 de abril de 2022.

### Extensión de Línea 4A
Durante su última cuenta pública, el 1 de junio de 2025 fue anunciada por el presidente Gabriel Boric la extensión de la línea 4A a las comunas de Lo Espejo, Cerrillos y Maipú, conectando con la estación Del Sol de la Línea 5; al mismo tiempo, se anunció que la línea cambiaría de nombre, pasando a ser la Línea 10 y se remodelarán las estaciones ya existentes para hacerlas compatibles con la nueva tecnología. La extensión implica 10 kilómetros más y 7 nuevas estaciones que serían entregadas no antes del año 2037.

## Origen etimológico
El nombre proviene de la cercana Autopista del Sol (Ruta CH-78), cuyo nombre deriva a su vez de que sirve de conexión entre Santiago y el sector del Litoral Central, uno de los principales y más concurridos lugares turísticos de Chile, debido al alto número de playas disponibles durante la temporada estival.

## Infraestructura
La estación cuenta con tres niveles (andenes, mesanina y nivel de intercambio) en una estación subterránea con una profundidad de 17 metros. Cuenta con ascensores para discapacitados y tercera edad, además de lugares destinados para el desarrollo de servicios y comercio.
En la parte superior de la estación se encuentra la plataforma para buses. Se espera que entre los servicios disponibles se encuentren los de Transantiago que conectan con los sectores residenciales de La Farfana, Av. Longitudinal y Santa Elena. En la actualidad, llegan algunos recorridos que transitan por Camino a Melipilla con dirección a localidades como Padre Hurtado, Talagante, Peñaflor, Isla de Maipo y Melipilla, además de buses de Pullman Bus con destino al Litoral Central. La estación intermodal está cubierta por una tensoestructura blanca diseñada por la compañía Cidelsa. Esta estructura, confeccionada con láminas de Precontraint 902 S, de Ferrari, recibió el reconocimiento Outstading Achievement Award de parte de la Industrial Fabrics Association International en noviembre de 2011.

### Accesos
| Acceso | Intersección            |
| ------ | ----------------------- |
| A      | Av. Pajaritos Alt. 3800 |
|        | Intermodal Del Sol      |

## Galería

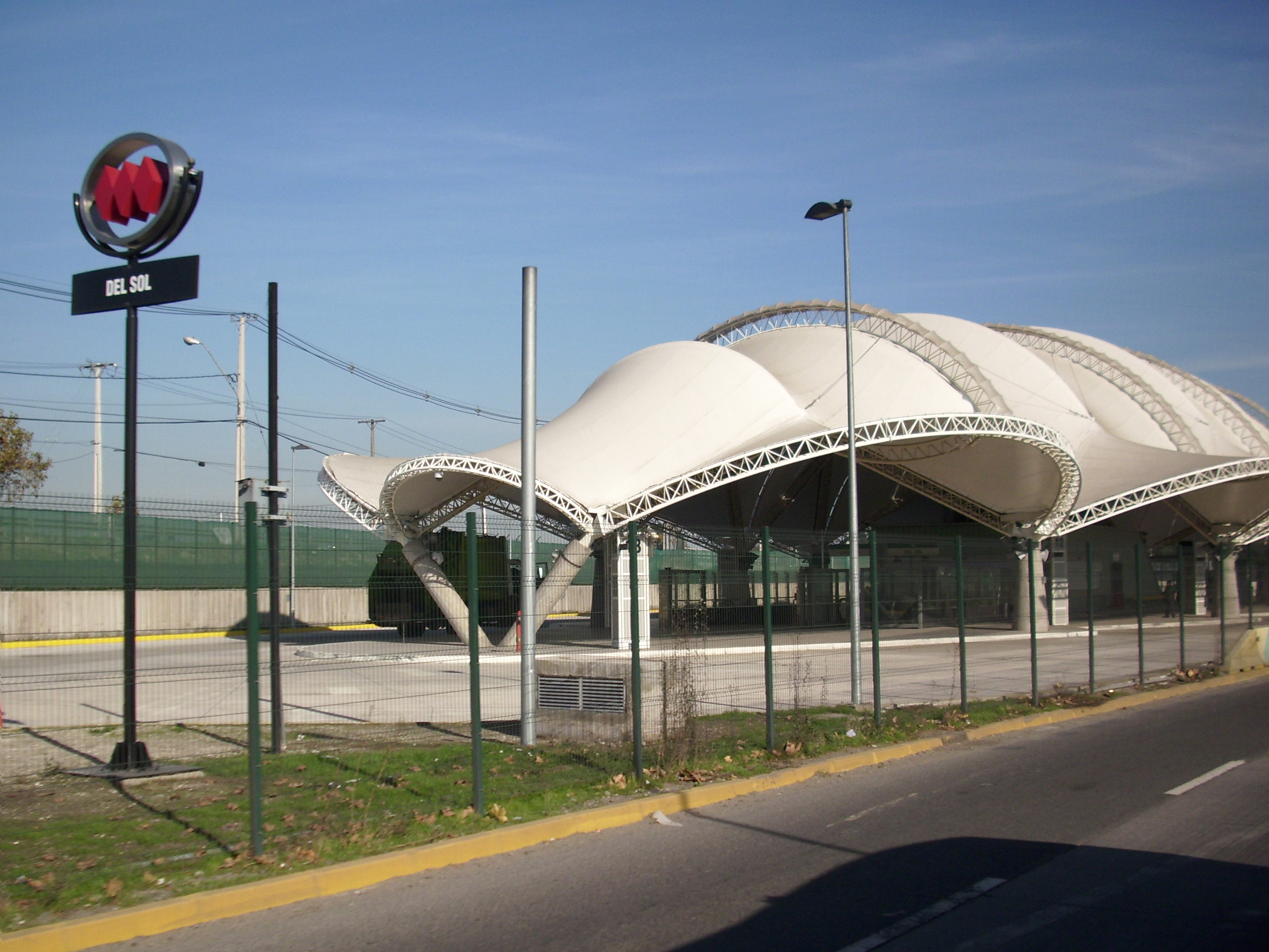
El exterior de la estación intermodal como se ve desde avenida Pajaritos.
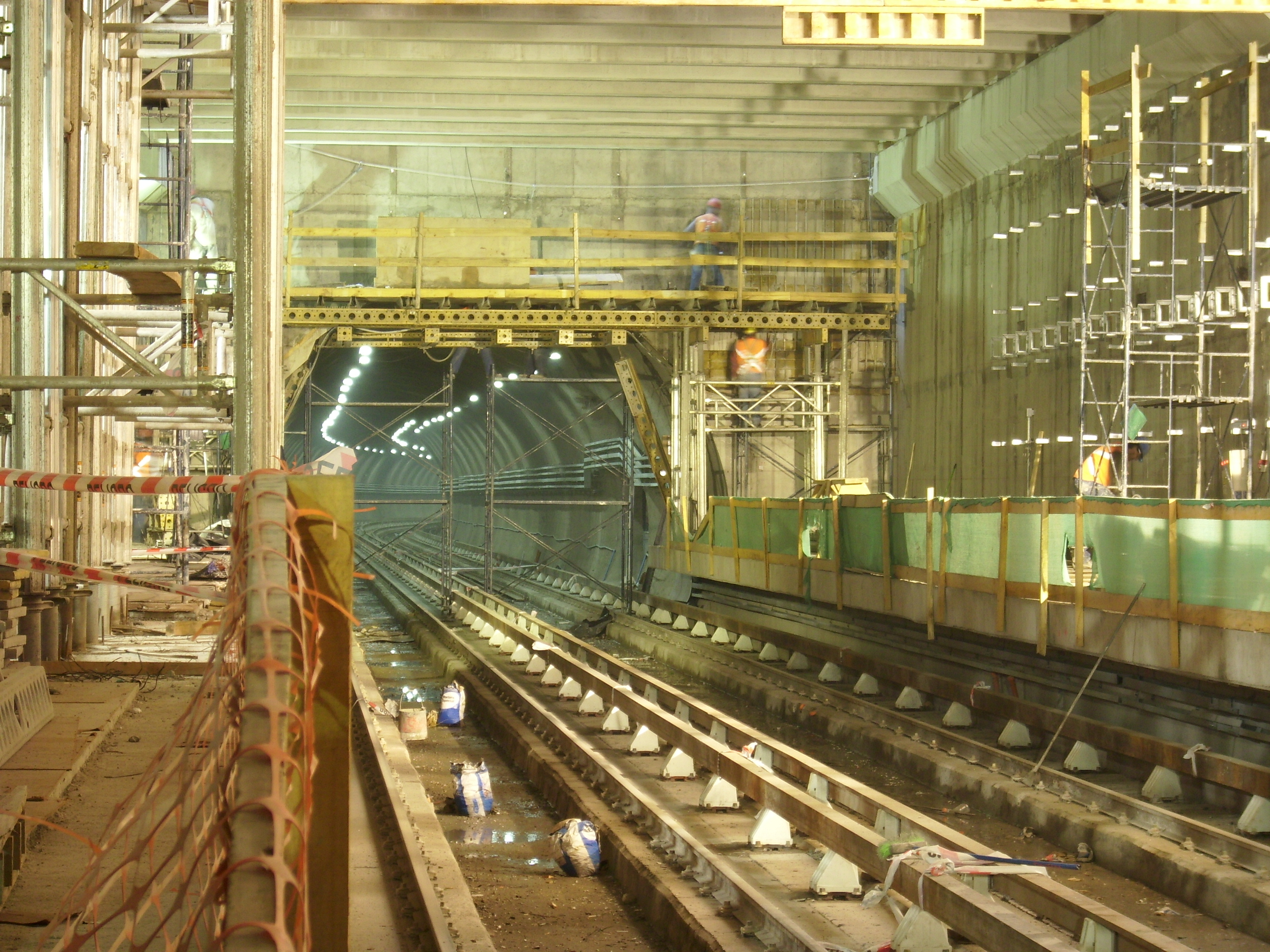
La estación Del Sol durante su construcción el 8 de mayo de 2010.
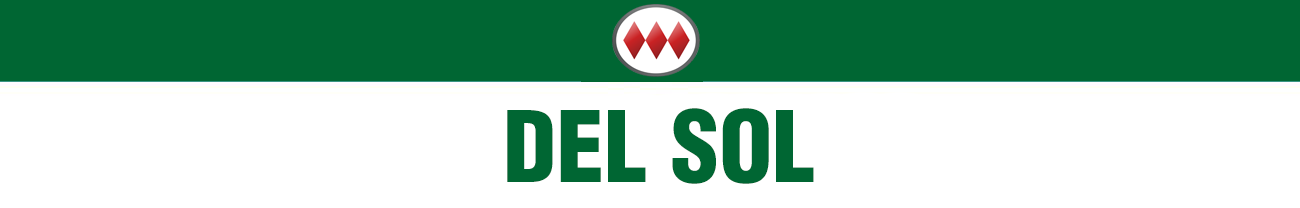
Cenefa utilizada actualmente en los andenes.
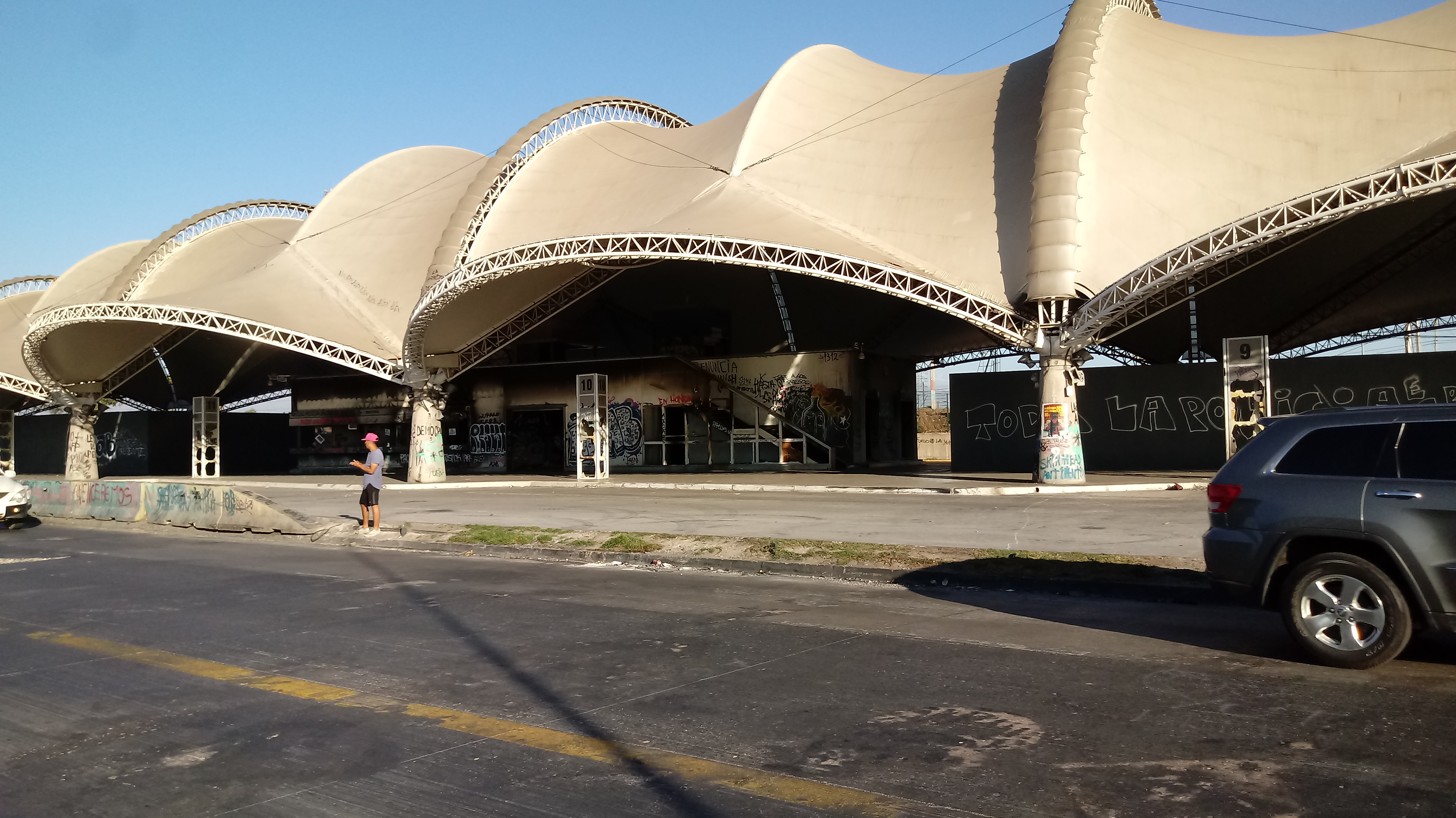
Estación quemada, vista desde avenida Pajaritos.

## Conexión con Red Metropolitana de Movilidad
Independiente de la Estación Intermodal Del Sol, la estación posee 4 paraderos de la Red Metropolitana de Movilidad en sus alrededores, los cuales corresponden a:
| Paradero/ Código                 | Recorridos |
| -------------------------------- | --- |
| Parada 1 / Metro Del Sol (PI254) | I07 (Rinconada) - I08 (Mall Arauco Maipú) - I22 (La Farfana) |
| Parada 2 / Metro Del Sol (PI236) | 106 (Peñalolén) - 401 (Las Condes) - 405 (Cantagallo) - 419 (Plaza Italia) - 421 (San Carlos de Apoquindo) - 431c (Metro Las Rejas) - 432n (La Reina) - 506 (Peñalolén) - 506e (Peñalolén) - 506v (Peñalolén) - I08 (Metro San Alberto Hurtado) - I09 (Metro Universidad de Chile) - I09c (Metro Las Rejas)                                    |
| Parada 3 / Metro Del Sol (PI253) | 106 (Nueva San Martín) - 110 (Maipú) - 111 (Ciudad Satélite) - 401 (Maipú) - 405 (Maipú) - 419 (Villa Los Héroes) - 421 (Maipú) - 431c (Nueva San Martín) - 432n (Maipú) - 506 (Maipú) - 506e (Maipú) - 506v (Villa El Abrazo) - I08 (Metro San Alberto Hurtado) - I09 (Rinconada) - I09c (Rinconada) - I09e (Rinconada) - I35 (Padre Hurtado) |
| Parada 4 / Metro Del Sol (PI255) | 110 (Renca) - 111 (Metro Pajaritos) - I07 (Mall Arauco Maipú) |